# Давид Елм
Давид Елм (на шведски: David Elm) е шведски футболист, нападател. Висок 1,91 метра. От 2004 до 2006 г. е играч на шведския Фалкенберис ФФ (68 мача, 24 гола). От 2006 г. е играч на шведския Калмар ФФ. През лятото на 2009 г. преминава в английския ФК Фулъм. Неговите братя Расмус Елм и Виктор Елм са също футболисти.